# Sex show
Un sex show inseamna o performanta pe viu, in care una sau mai multe persoane presteaza o forma de activitate sexuala pentru divertismentul sau satisfactia sexuala a celor care ii urmaresc. Aceste persoane se numesc performeri si sunt platiti fie de spectatorii lor, fie de cei care organizeaza aceste evenimente.  Un show presupune acte autoerotice reale sau stimulate si activitate sexuala cu un alt performer, in stil teatral sau peepshow. Mai exista si spectacolul pe webcam, devenit tot mai la moda, cand spectatorul poate interactiona virtual in timp real cu Camgirl.
Acest tip de show sexual este diferit de divertismentul precum striptease, dansul la bara sau dansul in poala care presupun doar dezbracarea si dansul aproape nud.  Show-ul sexual este diferit de prostitutia clasica prin faptul ca activitatea sexuala din spectacole nu se realizeaza direct cu spectatorii, ci intre performerii care presteaza acest show. Spectacolele sexuale se pot intersecta cu alte sectoare din industria sexului. De exemplu un club de striptease poate realiza spectacole sexuale live.

## Locații
În Havana, Cuba, în anii 1950, sub Regimul Batista, au existat show uri sexuale semi-legale și teatre pornografice în direct, precum Teatrul Shanghai și Cabaretul Tokyo.  The English novelist Graham Greene, writing in his autobiography Ways of Escape, described "the Shanghai Theatre where for one dollar and twenty-five cents one could see a nude cabaret of extreme obscenity with the bluest of blue films in the intervals".
În anii 1960 și 1970 capitala  Laotiană Vientiane a fost renumită pentru spectacolele sexuale la barurile ping pong show în timpul Războiul din Vietnam. Scriitorul de călătorii Paul Theroux a descris un bar în 1973 în Vientiane astfel: „Ochii tăi se obișnuiesc cu întunericul și vezi că chelnerița este goală. Fără avertisment, ea sare pe scaun, își bagă o țigară în vagin și o aprinde, pufând-o prin contractarea plămânilor uterini." Jurnalistul britanic Christopher Robbins a scris că  Trandafirul alb , un celebru bar Vientiane din timpul războiului, a prezentat spectacole de podea în care femeile își foloseau vaginele pentru a fuma țigări și a arunca mingi de ping-pong.
În Reeperbahn, cartierul red light din Hamburg, mai multe teatre de sex („Salambo”, „Regina”, „Colibri”, „Safari”) au fost odată situat în strada Große Freiheit („Marea libertate”). Au arătat acte sexuale live pe scenă, dar până în 2007 „Safari” a fost singurul teatru de sex live rămas în Germania,  and that closed in 2013.
În Red Light District din De Wallen din Amsterdam există trei locuri principale pentru spectacole sexuale: un bar de hostess numit „Barul Bananen” ', și teatrele' 'Moulin Rouge' 'și' 'Casa Rosso', care prezintă acte sexuale pe scenă și variații ale spectacolului de ping-pong. În Thailanda, locații precum Patpong din Bangkok, Walking Street, Pattaya, Bangla Road din Provincia Phuket și Poarta Ta Pae din Chiang Mai au numeroase locuri care găzduiesc spectacole de ping-pong.